# Jason med det gyldne skind
Jason med det gyldne skind er en statue i marmor af den danske billedhugger Bertel Thorvaldsen og udført i perioden 1808–1828. Statuen er 242 cm høj og er opstillet i Thorvaldsens Museum.
"Jason med det gyldne skind" var Thorvaldsens gennembrudsværk.
Thorvaldsen fik inspirationen og delvis hovedlinjerne til sin "Jason" fra Asmus Jacob Carstens' "Argonautertoget". "Jason" var det første større originalarbejde, Thorvaldsen udførte efter, at han kom til Rom.
Oprindelig fremstod skulpturen som en legemsstor statue og var færdig i ler i foråret 1801. Thorvaldsen slog den ned, fordi han ikke havde råd til at lade den støbe i gips. Men Friederike Brun, ven og mæcen, bekostede gipsafstøbningen, og under sensommeren startede han på statuen igen, denne gang i overnaturlig størrelse.
Den nye "Jason" var færdig ved udgangen af 1802. Men nogen køber meldte sig ikke, og Thorvaldsen, som ikke så nogen udvej til at skaffe penge til et forlænget ophold i Italien, forberedte sig på at vende hjem til Danmark igen. Da henvendte sir Thomas Hope sig til ham og bestilte skulpturen i marmor, og ved hjælp af et stort forskud blev Thorvaldsen i stand til at udsætte hjemrejsen på ubestemt tid.
"Jason med det gyldne skind" stod færdig i marmor i 1828.
Hopes marmorudgave af skulpturen blev anskaffet af Thorvaldsens Museum på en auktion i England i 1917.
"Jason med det gyldne skind" er optaget i den danske Kulturkanon.